# Moulin de Cornesse
De Moulin de Cornesse is een voormalige watermolen op de Vesder, gelegen in de tot de Belgische gemeente Pepinster behorende plaats Cornesse.
Deze bovenslagmolen fungeerde als korenmolen. Het betreft een natuurstenen gebouw, waarvan het asgat is gedicht en het binnenwerk werd verwijderd.